# サム・レイシー
サム・レイシー（Sam Lacey, 1948年3月28日 - 2014年3月14日）は、アメリカ合衆国のプロリーグNBAのカンザスシティ・キングスで活躍したアフリカ系アメリカ人の元バスケットボール選手。ミシシッピ州インディアナノーラ出身、ニューメキシコ州立大学卒業。身長208cm、体重106kg。ポジションはセンター。1970年の入団以来シンシナティ・ロイヤルズ、カンザスシティ＝オマハ・キングス、カンザスシティ・キングスと名を変えていった現サクラメント・キングスにて、インサイドの柱として11年間プレイした。背番号「44」はキングスの永久欠番となっている。

## 来歴
ニューメキシコ州立大時代に平均16.2得点14.2リバウンドの成績を残したレイシーは1970年のNBAドラフトで全体5位指名を受けてシンシナティ・ロイヤルズに入団。1年目から13.5得点11.3リバウンドのダブル・ダブルの成績を記録し、以後も毎シーズン安定した成績を残し、この時代のキングスのエースであるネイト・アーチボルドと共にチームを支えた。全盛期はカンザスシティ=オマハ時代に訪れ、1973-74シーズンにはキャリアハイとなる平均14.2得点、翌1974-75シーズンにはリーグ3位となる平均14.3リバウンド、センターとしては高水準となる平均5.3アシストを記録して初のオールスターに選ばれ、また長く低迷していたキングスも8シーズンぶりに（レイシーにとっては初の）プレーオフに進出している。またNBAは1973-74シーズンから試合でのブロックショットとスティールの数を公式に計測を始めたが、レイシーは史上5人しか居ない7シーズン連続100ブロック100スティール以上を達成した選手となった（他はアキーム・オラジュワン、ジュリアス・アービング、デビッド・ロビンソン、ベン・ウォーレス）。その後1981-82シーズン序盤にマイク・ウッドソンとの交換でニュージャージー・ネッツにトレードされ、11年間過ごしたキングスから去ることになった。翌1982-83シーズンはクリーブランド・キャバリアーズでプレイし、このシーズンを最後に現役から引退した。
2014年3月14日に死去した。66歳没。

## 成績
- NBA通算成績
  - 1,002試合出場
  - 10,303得点（平均10.3得点）
  - 9,687リバウンド（平均9.7リバウンド）
  - 3,754アシスト（平均3.7アシスト）
- 主な業績
  - NBAオールスターゲーム出場　（1975）
  - 背番号『44』はサクラメント・キングスの永久欠番
- サクラメント・キングスのチーム記録（順位は2009年現在）
  - 通算9,895得点：歴代5位
  - 通算9,353リバウンド：歴代1位
  - 通算3,563アシスト：歴代2位
  - 通算1,098ブロック：歴代1位
  - 通算950スティール：歴代1位
  - 通算888試合出場：歴代1位